# 牧惠
牧惠（1928年—2004年6月18日），原名林文山，又名林颂葵，中国杂文家。

## 生平
1928年出生於廣西，祖籍广东，曾在廣東中山大學中文系讀書。抗战时期放弃学业加入抗战队伍，打过两年游击，后从基层逐级调到中央《红旗》杂志。他曾任红旗杂志社以及《求是》雜誌社的編輯，出版四十多部杂文集。
2004年6月8日，76岁的牧惠在工作时心脏病发作，在北京逝世。